# Heart of a Champion
Heart of a Champion è il quinto album in studio del rapper statunitense Paul Wall, pubblicato nel 2010. 

## Tracce
1. Take Notes – 3:11
2. Showin' Skillz (featuring Lil' Keke) – 4:30
3. I'm on Patron – 3:49
4. Round Here (featuring Chamillionaire) – 4:05
5. Im'ma Get It (featuring Kid Sister & Bun B) – 4:15
6. Stay Iced Up (featuring C. Stone & Johnny Dang) – 4:05
7. Pocket Fulla Presidents (featuring Andre Nickatina & Mitchy Slick) – 4:04
8. Ain't a Thang (featuring Jim Jones) – 3:15
9. My City (featuring Dallas Blocker & Yo Gotti) – 4:08
10. Smoke Everyday (featuring Z-Ro & Devin the Dude) – 6:38
11. Live It (featuring Jay Electronica, Raekwon & Yelawolf) – 4:04
12. Not My Friend (Expensive Taste featuring Slim Thug) – 3:16
13. Still On – 4:01
14. Heart of a Hustler (Expensive Taste solo) – 3:24